# Juan María Robles Febré
Juan María Robles Febré (Huelva, 1918 – Badajoz, 2001) fue un poeta y escritor español del siglo XX, autor de un gran número de obras literarias que reflejaron en gran medida sus vivencias e ideas que fueron marcando su vida hasta su defunción.

## Biografía
Nace en Huelva en 1918 de padre onubense y madre de ascendencia francesa e italiana (de ahí su segundo apellido) y fallece en Badajoz en 2001, ciudad en la que fija su residencia en 1969. Comienza a estudiar en su ciudad natal el bachillerato, en el Instituto La Rábida, su profesor entonces le acerca a la obra de Juan Ramón Jiménez, prosiguiendo sus estudios de Bachiller con los Padres Agustinos de Calahorra (Logroño), período en el que compone diversos poemas y emprende la lectura de los clásicos, en especial Fray Luis de León. Durante la guerra civil se hace ayudante sanitario en la Facultad de Medicina de Cádiz en cuyo servicio viaja por diversos frentes de la Península. Tras la Guerra Civil, en 1939 decide hacerse religioso, e ingresa en el Noviciado de los Padres Claretianos en Jerez de los Caballeros (Badajoz). Estudia en Jerez de los Caballeros y luego en Zafra (Badajoz) el Teologado Máximo Internacional, comenzando a publicar sus primeros poemas en diversas revistas. Se trasladó por motivos familiares al Seminario Diocesano de Badajoz en donde toma contacto con diversos poetas extremeños: Pedro Belloso, Francisco Sánchez, etc, ordenándose sacerdote en 1948. Luego sus destinos, combinándolo con la enseñanza, serían Zafra, Higuera de la Serena y Salvatierra de los Barros estableciéndose definitivamente en la ciudad de Badajoz, en cuyo Seminario Diocesano continúa su labor docente alternándola con su tarea pastoral.
Robles tiene una cierta trayectoria literaria en la fundación de espacios culturales, así, en 1948, fruto de sus contactos literarios, lanza la revista de poesía sacerdotal Jaire, que funda junto a Pedro Belloso, Francisco Sánchez, Cañamero y Francisco Horrillo de la que aparecieron 3 números, dos en Madrid (ilustrados por Asensio Sáez) y el tercer y último número en Zafra.
Y más adelante, encontrándose párroco en Arroyo de San Serván, organiza en Mérida la revista Olalla (1957-1958), dirigida por Félix Valverde Grimaldi en cuyo comité de lectura figura Robles junto a Rafael Rufino, Félix Morillón y otros poetas como Santos Díaz Santillana o Carlos María Fernández Ruano. Una actividad, la literaria, que siempre le ha acompañado en su itinerancia pastoral por la provincia de Badajoz hasta establecerse definitivamente en esta ciudad, fundando también el grupo de acción cristiana Cristo Joven.
También tiene una considerable obra en prosa (artículos de crítica literaria y de opinión en general) que ha ido publicando en diversos periódicos regionales desde los años 60.
Sin embargo, su gran obra de gestión cultural va a ser la fundación de la editorial Kylix en 1986, cuya vida se prolongará hasta el fallecimiento de Robles en 2001.

## Obra

### Editorial Kylix
Primera editorial poética por suscripción en Extremadura, se diversifica en cuatro colecciones: Cuadernos Poéticos Kylix, de aparición trimestral, que alcanza los 41 números, Poemarios Kylix, sin temporalidad fija, que editará 13 títulos, Hojas poéticas Kylix, serie que alcanza los 7 números, a la que suceden las Hojas poéticas Uziel, con otros tantos títulos. También apareció la exigua colección de Pensamiento Kylix con un solo número, lo que indica la línea exclusivamente poética que llegó a significar la editorial Kylix en el espacio extremeño.
Dirigida por el propio Juan María Robles, quien abriría todas las colecciones con alguna obra propia, la editorial Kylix contó en su comité de lectura a Ángel Sánchez Pascual, Jaime Álvarez Buiza y Jesús Delgado Valhondo (por cuya muerte en 1993 se le dedica el número 29 en homenaje). La editorial Kylix supone un hito ya sea por su contribución a crear y consolidar el circuito poético extremeño durante los años 90 como por hacer confluir un grupo heterogéneo de poetas, unos consolidados, otros noveles, que luego han sabido adoptar una voz propia dentro del panorama literario extremeño y nacional. Desde este punto de vista, Juan María Robles Febré fue el aglutinador de las inquietudes de muchos autores que confiaron en él como plataforma de sus creaciones.

### Obra poética publicada de Juan María Robles Febré
1. Poemas de las dos orillas, Editorial Ensayo, Madrid, 1954. Ilustraciones de Asensio Sáez. Formato: 14 x 20’5 cm. 96 pp. Edición en rústica cosido en hilo vegetal con solapas.
2. La llama y el aire, Institución cultural Pedro de Valencia, Badajoz, 1982. Ilustraciones de Juan Antonio Noriego Formato: 16 x 22 cm. 164 pp. Edición en rústica y encolado. ISBN 84-500-5214-9 Dpto. Legal: BA-43-1982.
3. Ruta enamorada, Institución cultural Pedro de Valencia, Badajoz, 1982. Ilustraciones de Juan Antonio Noriego.Formato: 16 x 22 cm. 82 pp. Edición en rústica. ISBN 84-500-7793-7 Dpto. Legal: BA-512-1982
4. Badajoz siempre, Aprosuba, Badajoz, 1982. Prólogo de Antonio Zoido. Ilustraciones de Juan Antonio Noriego. Formato: 21’5 x 16’5. Encuadernación en rústica. 92 pp. ISBN 80-300-7838-X Dpto Legal: BA-735-1982.
5. El hombre de la mosca en la frente, Colección el Toro de Barro, Carboneras de Guadazaón (CU), 1983. Retrato: Carlos de la Rica, Ilustraciones de Juan Antonio Noriego. Formato: 12 x 17 cm; 72 pp. Encuadernación en rústica con solapas. ISBN 84-85339-36-3 Dpto. Legal: M-5030-1983
6. El laberinto, Colección Álamo, n.º 65, Salamanca, 1984. Formato: 14’5 x 21 cm. 56 pp. Encuadernación en rústica. ISBN 84-398-0900-X. Dpto. Legal: S-30-1984
7. Poemas del nodalismo, Colección Álamo, n.º 68, Salamanca, 1985. Formato: 14’5 x 21 cm. 72 pp. Encuadernación en rústica. ISBN 84-398-4242-2. Dpto. Legal: S. 361-1985.
8. Semidiario de Flavio Sereno, Cuadernos Poéticos Kylix, n.º 1, Sevilla, 1986. Formato: 10’5 x 19’5 cm. 32 pp. Encuadernación en rústica grapado en caballete.
9. La huida y el regreso, Poemarios Kylix, n.º 1, Mérida, 1987. Formato: 12 x 17 cm. 64 pp. Encuadernación en rústica y encolado, con solapas. ISBN 84-398-9546-1. Dpto. Legal: BA-170-1987.
10. Badajoz también, Excmo. Ayto. Badajoz, 1988. Fotografía: Manuel Vidarte, Formato: 25,5 x 21,5 cm. 104 pp. Encuadernación en rústica y cosido en hilo vegetal, con solapas. ISBN 84-505-8401-9 Dpto. Legal: BA-379-1988.
11. Duración del sigilo, Poemarios Kylix, n.º 2, Mérida, 1988. Ilustraciones de Juan A. Noriego. Epílogo: Jesús Delgado Valhondo. Formato: 13 x 20 cm. 48 pp. Encuadernación en rústica y encolado. ISBN 84-404-1846-9. Dpto. Legal: BA-60-1988.
12. Badajoz siempre, (2ª edición renovada), Aprosuba 3, Badajoz, 1989. Fotografía: Manuel Vidarte. Formato: 16 x 21,5 cm. 124 pp. Dpto. Legal: BA-394-1989.
13. Argantonio decía, Calle Mayor, 8/9, 1989.
14. Tienda en la duna, Hojas de poesía Kylix, n.º 1, Badajoz, 1990, Formato: 15 x 21 cm. 18 pp. Pliegos doblados al medio agrupados en carpeta con solapa Depósito Legal: BA-182-1987
15. Dulcísima armonía, Hojas de poesía Kylix, n.º 2, Badajoz, 1991, Formato: 15 x 21 cm. 18 pp. Pliegos doblados al medio agrupados en carpeta con solapa. Depósito Legal: BA-182-1987.
16. Fuente que mana y corre, Homenaje a San Juan de la Cruz en su IV Centenario, Bartolomé Gil Santacruz editor, Badajoz, 1991. Ilustraciones: Juan Antonio Noriego Higuera. Prólogo: Antonio Montero Moreno, obispo de Badajoz. Texto liminar Jesús Delgado Valhondo. 123 pp. Formato: 14’5 x 21 cm. ISBN 84-604-0178-2. Dpto. Legal: BA-241/91.
17. Alta mira de gaviotas, Fondo Educación y Promoción Caja Rural de Extremadura, Badajoz, 1992. Ilustraciones Juan A. Noriego. Prólogo: Antonio Zoido. Formato: 15 x 21 cm. 128 pp. Encuadernación en rústica cosido en hilo vegetal. ISBN 84-606-0710-0 Dpto. Legal: BA-110/92
18. Mientras el alba llega. Antología poética (1954-1992), Bartolomé Gil Santacruz editor, Badajoz, 1993. Ilustraciones: Juan Antonio Noriego. Prólogo: Francisco López-Arza. Formato: 15 x 21 cm. 344 pp. Encuadernación en rústica cosida en hilo vegetal. ISBN 84-604-6104-1 Dpto. Legal: BA-95/93
19. Profundo centro, poemas místicos, Hojas de poesía Kylix, n.º 4, Badajoz, 1994, Formato: 15 x 21 cm. 18 pp. Pliegos doblados al medio agrupados en carpeta con solapa. Depósito Legal: BA-182-1987.
20. Cántico universal, Menfis editores, Badajoz, 1995. Formato: 12 x 20’5 cm. 48 pp. Encuadernación en rústica en hilo vegetal, ISBN 84-87394-11-6 Dpto. Legal: BA-257/95.
21. Dios escondido, Hojas de poesía Uziel, n.º 1, Badajoz, 1998, Formato: 15 x 21 cm. 30 pp. Pliegos doblados al medio agrupados en carpeta con solapa. Depósito Legal: BA-55-98.
22. Más leve que el aire (poemas a San Pedro de Alcántara en su V centenario), Bartolomé Gil Santacruz editor, Badajoz, 1999. Prólogo: Manuel Grillo Chávez. Ilustraciones: Miguel Pérez Reviriego. Formato: 16 x 23 cm. 216 pp. Encuadernación en rústica cosido en hilo vegetal.

## Estilo
El clasicismo impregna toda la obra de este poeta onubense afincado en Badajoz tanto en forma como en planteamiento, ya que la diferencia temporal entre su primer poemario y el siguiente hay un lapso de prácticamente treinta años, que se corresponde significativamente a sus años de itinerancia sacerdotal culminadas en Badajoz en los 80, cuando las condiciones de su vida se va relajando y le permiten dedicarse por entero a la literatura. La misma vida contemplativa que preconizaban en sus poemas sus grandes referencias: San Juan de la Cruz, Fray Luis de León, Santa Teresa de Jesús y Juan Ramón Jiménez (en cuya última etapa igualmente sondea la trascendencia), autores que condicionan parte de la obra de Robles y a quienes consagra alguno de sus libros.
En efecto, la poesía de Robles ha sido tildada de mística, plasmándola en depurados metros clásicos reiterando el cultivo del soneto, forma eminentemente académica en donde demuestra su virtuosismo. Pero no toda la poesía de Robles es así, distinguiendo dos corrientes más: la existencial, de ramalazos humanísticos y profanos en la década de los 80, como El hombre de la mosca en la frente (1983), Poemas del nodalomismo (1984), El laberinto (1985) o Semidiario de Flavio Sereno (1986) en donde Robles haciendo su verso más solidario e incorporando el uso de ritmos monologantes sintoniza con las ilusiones emergentes de una sociedad en transición política.
Estas dos líneas, mística y existencial por una parte, van a coexistir con su tercera línea de creación poética, la popular, en donde seguramente alcance sus más altas cotas de calidad, una categoría tanto en estilo como en contenido, caracterizada por la aparición de formas métricas propias que infunden luminosidad a su poesía, como es el romance, el villancico y las décimas (propias del carácter clásico de Robles), prodigada en sus colaboraciones en revistas, aunque aparecen en libros como Badajoz siempre (1982) y Badajoz también (1994), en las que hace un peculiar recorrido poético en el que recoge la armonía de una ciudad colorista y vivaracha sintiéndola hermanada con su Huelva natal.
Los últimos años de su vida sin embargo los dedica a componer libros culturalistas y un tanto herméticos, como Cántico universal, Dios escondido o Más leve que el aire (dedicado a San Pedro de Alcántara), es una poesía grave que lo aparta de la vertiente popular que venía cultivando, con los que la fortuna literaria ha decidido, como caprichosa que es, asociar a la figura y obra de Juan María Robles Febré que, como vemos, sí, es un poeta arraigado en el humanismo clásico, sin dejar por ello de ser un poeta plural.

## Archivo actual de Juan María Robles Febré

### Archivos relacionados/pertenecientes a la editorial KYLIX
1. Colecciones
  1. Cuadernos poéticos (41 números) (Cajas 1, 9 y 10).
  2. Poemarios (13 números) (Caja 10).
  3. Hojas poéticas. (7 números) (Cajas 1 y 10).
  4. Hojas poéticas Uziel (7 números) (Cajas 1 y 10).
  5. Colección pensamiento (1 número) (Cajas 1 y 10).
  6. Separatas Kylix (5 números) (Caja 1).
2. Reseñas sobre obras de la editorial Kylix (números 1-148) (Caja 6).
3. Originales Kylix (Caja 5).
  1. Publicadas en Kylix. (números 1- 20).
  2. Enviadas para posible publicación por autores diversos (números 1-25).
4. Material de oficina Kylix (números 1-11) (Caja 11).

### Archivos relacionados/pertenecientes a Juan María Robles Febré
1. Obra poética
  1. Poemarios publicados (números 1-22) (Caja 1).
  2. Villancicos (por años desde 1962, 31 ejemplares – no aparece una seriación completa) (Caja 1).
  3. Poemarios inéditos (números 1-25) (Caja 2).
  4. Copias originales, obra publicada (números 1-17) (Caja 3).
  5. Poesía dispersa (números 1-233) (Caja 8).
    1. Poemas sueltos aparecidos en publicaciones diversas (números 1-61).
    2. Poemas sueltos inéditos (números 62-151).
    3. Poemas de circunstancias (números 152-233).

  6. Revistas Jaire y Olalla (Caja 8).
2. Reseñas sobre la obra o figura de Juan María Robles Febré (números 1-89) (Caja 8).
3. Obras en prosa (Caja 8).
  1. Críticas literarias (números 1-43).
  2. Narrativa (números 44-52).
  3. Distintos artículos de opinión sobre temas varios (números 53-69).
  4. Artículos de opinión sobre temática religiosa (números 70-236).
  5. Otros escritos (números 237-250).
4. Oratoria (Caja 7).
  1. Ponencias e intervenciones (números 1-5).
  2. Pregones (números 6-8).
  3. Homilías (números 9-16).
5. Epistolario(Caja 7).
  1. Cartas de tema literario remitidas a JMRF (números 1-405).
  2. Cartas de tema no literario (números 406-450).
  3. Cartas remitidas por Juan María Robles Febré (números 451-471).
    1. Cartas a su hermana María (30 cartas s/n.º).
6. Documentos de interés y curiosidades (Caja 7).
  1. Documentos (números 1-46).
  2. Poemas dedicados a Juan María Robles Febré (números 47-60).
7. Objetos personales de Juan María Robles Febré (números 12-47) (Caja 11).

 La numeración comienza en el número 12 porque se ha archivado como objetos de continuación del apartado B.4 - Material de oficina Kylix 
1. Archivo fotográfico (Caja 12).
  1. Actos literarios.
    1. Aula Enrique Díez Canedo (números 1-50).
    2. 5º Congreso AEEX - Zafra. Días del 26 al 29 de mayo de 1989 (números 51-68).
    3. Feria del libro Badajoz (números 69-84).
    4. Presentación del Cuaderno poético Kylix nº 29 en homenaje a Jesús Delgado Valhondo en el Hotel Zurbarán, en Badajoz, a 28 de diciembre de 1993 (números 85-115).
    5. Presentación de Cántico Universal en Badajoz, en la Real Sociedad Económica de Amigos del País, a 9 de noviembre de 1995 (números 116 - 126).
    6. Presentación de Fuente que mana y corre y La Catedral de Badajoz, (obra de Cristino Portalo) en Badajoz, en la Real Sociedad Económica de Amigos del País, años 1991 y 1992 (números 127 – 133).
    7. VI Congreso AEEX Cáceres 1992 (números 134-148).
    8. Presentación de Alta mira de gaviotas, en Badajoz, por la Caja Rural de Extremadura, a 14 de mayo de 1992 (números 149-154).
    9. Actos literarios diversos: Presentaciones, tertulias, cenas, encuentros diversos (números 155-187).

  2. Badajoz y Juan María Robles Febré
    1. Fotografías originales de Manuel Vidarte para la 2ª edición de Badajoz Siempre, 1989 y Badajoz también (formato Din A-5) (números 188-207).
    2. Paseo por Badajoz de Juan María Robles Febré (números 208-263).

  3. Vida social
    1. Juan María Robles Febré con diversos poetas (números 264-280).
    2. Pregón de Semana Santa en Badajoz, a 3 de abril de 1984 (Fotos: M. Vidarte) (números 281-285).
    3. Fotografías con diversos amigos.
      1. Fotografías de época en blanco y negro (diversos formatos variables hasta 1/8) (números 286-341).
      2. Contactos diversos (números 342-506).

    4. Viajes personales.
      1. Alange (números 507-521).
      2. Expo 92 de Sevilla (números 522-533).

  4. Vida sacerdotal (números 534-616).
  5. Retratos (números 617-703).
  6. Fotos familiares.
    1. Con/de su hermana María (números 704-753).
    2. Con parientes (números 754-771).

  7. Entornos (números 772-834).
  8. Sobres con negativos fotográficos.

- Sobre 1/3.
- Sobre 2/3.
- Sobre 3/3.

1. 1. Álbumes fotográficos independientes.
    1. Álbum rojo que recoge diversas fotografías a lo largo de la vida de JMRF de tipo familiar, social y religioso en diversos formatos, la práctica totalidad en blanco y negro. (Aproximadamente 370 fotos, la mayoría en blanco y negro).
    2. Reportaje gráfico presentación Alta mira de gaviotas. Caja Rural de Extremadura, Badajoz, 14 de mayo 92. Realizado por Foto estudio Calpe.
    3. Retrato de la madre de Juan María Robles Febré.

  2. Reportaje fotográfico Encuentro de Escritores Extremeños en Hervás (Cáceres), en 1987. Con la aparición de Jesús Delgado Valhondo, Jaime Álvarez Buiza, Fernando León y otros. Paseo por Plasencia.

### Biblioteca privada de Juan María Robles Febré
1. Revistas.
2. Libros.